# Balkanika
Balkanika (szerbül: Балканика) szerb együttes, 1998-ban alakult Sanja Ilić vezetésével.
Sanja Ilić-csel képviseli Szerbiát a 2018-as Eurovíziós Dalfesztiválon, Lisszabonban, a Nova deca című dallal.

## Tagok
- énekesek: Nevena Stamenković, Danica Krstić, Marija Bjelanović, Mladen Lukić és Nemanja Kojić
- dobosok: Aleksandar Radulović és Milan Jejina
- gitárosok: Branimir Marković és Nebojša Nedeljković
- fuvolás: Ljubomir Dimitrijević

## Diszkográfia
- Balkan 2000
- Balkan Koncept
- Live on Kalemegdan

## Fordítás
Ez a szócikk részben vagy egészben  a    Balkanika című finn Wikipédia-szócikk fordításán alapul.  Az eredeti cikk szerkesztőit annak laptörténete sorolja fel. Ez a jelzés csupán a megfogalmazás eredetét és a szerzői jogokat jelzi, nem szolgál a cikkben szereplő információk forrásmegjelöléseként.